# Pirazina
La pirazina o 1,4-diazina o 1,4-diazabenzene è un composto organico eterociclico con anello planare a 6 termini, aromatico, avente formula molecolare C4H4N2.
È una delle tre diazine isomere e isoelettroniche alla piridina e al benzene, dalle quali si differenzia per avere i due atomi di azoto nelle posizioni 1,4 dell'anello (posizioni diametralmente opposte); per questo motivo è anche l'unica diazina apolare (momento dipolare nullo) a causa della sua simmetria molecolare, la quale appartiene al gruppo puntuale D2h.
Come le altre diazine è debolmente basica e in particolare la meno basica delle tre.

## Proprietà
La pirazina, come le altre diazine, è un composto endotermico, ΔHƒ° = 139,8 ± 1,2 kJ/mol, un valore intermedio tra le altre due: pirimidina, +143,2 kJ/mol, piridazina, +224,9 kJ/mol.
A temperatura ambiente la pirazina, a differenza delle altre due diazine che sono liquide, si presenta come un solido cristallino incolore (o come solido ceroso bianco) infiammabile, igroscopico e deliquescente, bassofondente, dall'odore pungente e dolciastro che ricorda in parte quello della piridina. È molto solubile in acqua e in alcool, etere e nei solventi organici in genere, tranne quelli puramente idrocarburici.
La pirazina ha sei elettroni π nell'anello e rispetta quindi la regola di Hückel per l'aromaticità. In accordo a studi quantomeccanici sull'aromaticità delle diazine risulta che la piridazina è aromatica, con un indice HOMA di aromaticità intermedio tra le altre due.
Ognuno degli atomi di azoto nella molecola ha un doppietto libero di elettroni. Questo rende la pirazina basica, sia nel senso di Brønsted, potendo reagire con acidi formando facilmente sali del suo acido coniugato (sali di pirazinio), ma anche nel senso di Lewis, potendo agire da ligando nei confronti di cationi metallici, formando con essi dei complessi. Per lo stesso motivo la molecola può accettare fino a due legami idrogeno da solventi protici e ciò, nonostante la totale mancanza di momento dipolare, rende conto della sua notevole solubilità in acqua.
A causa della concorrenza dei due atomi di azoto per gli elettroni disponibili (entrambi esercitano effetto induttivo -I anche verso se stessi, stando in reciproca posizione para), la pirazina ha una basicità inferiore alla piridina (valori di pKa degli acidi coniugati: piridina: 5,23, pirazina: 0,65), ma è la meno basica delle diazine (pirimidina, 1,3; piridazina, 2,24).

## Struttura molecolare
Da indagini di diffrazione elettronica in fase gassosa, è stato possibile accertare la planarità della molecola e dedurre i suoi parametri strutturali, come lunghezze (r) ed angoli di legame (∠); tra questi, alcuni dati salienti sono qui di seguito riportati:
r(C−N) = 133,8 pm; r(C−C) = 139,7 pm;
r(C–H) = 108,3 pm;
∠(CNC) = 115,65°; ∠(CCN) = 122,17° (dedotto);
∠(CCH) = 119,96°;   Cristallo
∠(NCH) = 117,86° (dedotto);
Nell'anello si può notare che il legame C−N è più corto di quello C−C, come atteso per il maggior raggio covalente di C rispetto a N (76 pm contro 71 pm), e risulta praticamente uguale al corrispondente nella piridazina (133,79 pm). Il legame C−H ha lunghezza paragonabile a quelle riscontrate nella piridina (~108-109 pm) e nella piridazina (~107-108 pm).
Data la simmetria della molecola (D2h), gli angoli interni all'anello (distinti) sono solo due: quello su N, più stretto dei 120° previsti teoricamente per l'ibridazione sp2 di C e N, e quello su C, che è maggiore di 120° (in ogni caso, l'anello deve chiudersi). L'atomo di azoto è significativamente più elettronegativo del carbonio e il restringimento del suo angolo con gli altri due atomi di carbonio è in accordo qualitativo con la regola di Bent, che prevede un minor carattere s negli orbitali ibridi (qui ≈ sp2) con cui l'atomo più elettronegativo (qui N) si lega ad altri atomi meno elettronegativi, qui i 2 C. Al tempo stesso, il restringimento è in accordo con la presenza su N della coppia solitaria che, come prevede il modello VSEPR, tende ad occupare più spazio angolare rispetto alle coppie di legame, causando un restringimento dell'angolo tra queste ultime, come qualitativamente qui si osserva.
Tra gli angoli esterni, l'angolo NCH risulta un po' minore dei 120°, come accade anche, e maniera più pronunciata, per la piridazina. In quest'ultimo caso si è interpretato il fatto con la presenza su N della coppia solitaria che, con la sua densità elettronica negativa, verosimilmente può attrarre a sé l'Hδ+ situato sul carbonio adiacente.

## Sintesi
La pirazina può essere sintetizzata attraverso la reazione di Staedel–Rügheimer, elaborata nel 1876: il 2-cloroacetofenone ragisce con ammoniaca generando il corrispondente alfa-amminochetone, che successivamente condensa e viene deidrogenato a pirazina. Una variazione di poco posteriore è la sintesi di Gutknecht, elaborata nel 1879, anch'essa basata sulla autocondensazione di un'alfa-amminochetone.
La sintesi di Gastaldi del 1921 è una variazione dello stesso concetto.

## Biologia e chimica degli alimenti
La pirazina è uno dei feromoni usati dalle formiche per tracciare i propri percorsi.
La pirazina ed alcuni suoi derivati risultano responsabili dell'aroma di tostatura dei cibi; tale famiglia di composti si forma infatti dalla degradazione termica di determinati monosaccaridi in presenza di amminoacidi liberi.